# 温沙门
溫沙門（？—659年）是高句丽的将军，659年十一月被唐朝薛仁貴在橫山击败。是唐朝两次征东之间对高句丽三次小规模战斗的第三次。